# Мечниково (Харьковская область)
Мечниково (укр. Мечникове) — село, Токаревский сельский совет, Купянский район, Харьковская область, Украина.
Код КОАТУУ — 6321886003. Население по переписи 2001 года составляет 142 (64/78 м/ж) человека.

## Географическое положение
Село Мечниково находится недалеко от балки Пешковский Яр, на расстоянии в 3 км расположены сёла Ивановка и Добролюбовка.
На территории села много родников, рядом небольшой лесной массив (дуб).

## История
- в деревне Панасовка располагалось имение в котором родился И. И. Мечников.
- 2025 — украиснкое написание названия села изменено с Мечнікове на Мечникове.

## Экономика
- В селе есть молочно-товарная ферма.

## Объекты социальной сферы
- Школа.

## Достопримечательности
- В селе Мечниково есть музей лауреата Нобелевской премии, микробиолога Ильи Мечникова.

## Известные люди
- Мечников Илья Ильич — лауреат Нобелевской премии, микробиолог.
- Мечников Лев Ильич — географ, публицист и общественный деятель, провёл детство и юность в родовом имении Панасовка (сейчас — Мечниково).